# Rayo Vallecano de Madrid (femenino)
El Rayo Vallecano Femenino es el equipo femenino del Rayo Vallecano. Actualmente milita en Segunda Federación Femenina, Grupo Norte. Durante la Primera División Femenina de España, ha ganado en tres ocasiones, por lo que ha participado en la Liga de Campeones Femenina de la UEFA tres veces. Se proclamó campeón de la Copa de la Reina 2008, al derrotar al Levante UD en la final.
La sección femenina del club se instauró en el año 2000 y participó por primera vez de la Primera División en la Superliga 2003-04. También existen las filiales del primer equipo, el Rayo Vallecano femenino B y Rayo Vallecano femenino C.

## Uniforme
- Uniforme titular: Camiseta blanca con una franja roja en diagonal, pantalón blanco y medias blancas.
- Uniforme alternativo: Camiseta roja con una franja negra en diagonal, pantalón rojo y medias rojas.
- Tercer uniforme: Camiseta negra con una franja azul en diagonal, pantalón negro y medias negras.

## Estadio
El equipo femenino juega sus partidos en el Campo 4 de la Ciudad Deportiva del Rayo Vallecano en el Ensanche de Vallecas en Madrid, con capacidad para 500 espectadores y terreno de juego de césped artificial. También disputa algunos encuentros en el campo anexo de hierba natural.

## Datos del club
- Temporadas en Primera División/Superliga: 16
- Temporadas en Segunda División/Primera Nacional: 2
- Participaciones en Liga de Campeones Femenina de la UEFA: 3
- Debut en Superliga: 2003/04
- Mejor puesto en la liga: 1º (2008/09, 2009/10 y 2010/11)
- Participaciones en Copa de la Reina de Fútbol: 13
- Mejor puesto en Copa de la Reina de Fútbol: 1º (2008)

## Categorías inferiores
El club cuenta con categorías formativas desde la edad cadete. Entre ellos destaca el equipo filial, el Rayo Vallecano de Madrid "B", que compite en el Grupo III de Tercera Federación Femenina.

## Organigrama deportivo

### Plantilla y cuerpo técnico
- Las jugadoras con dorsales superiores al 22 son, a todos los efectos, jugadoras del Rayo Vallecano Femenino B y como tales, podrán compaginar partidos con el primer y segundo equipo. Como exigen las normas de la LFP, los jugadores de la primera plantilla deberán llevar los dorsales del 1 al 22. Del 23 en adelante serán jugadores del equipo filial.

## Palmarés

### Trofeos nacionales
- Superliga (3): 2008/09, 2009/10 y 2010/11
- Copa de la Reina (1): 2008

### Trofeos amistosos
- Pyrénées International Women’s Cup (1): 2009
- Trofeo Teresa Herrera (1): 2015

## Peñas y grupos del club

### Peñas federadas
- Peña del Rayo Femenino 20 de abril